# 4Fun (Litouwse band)

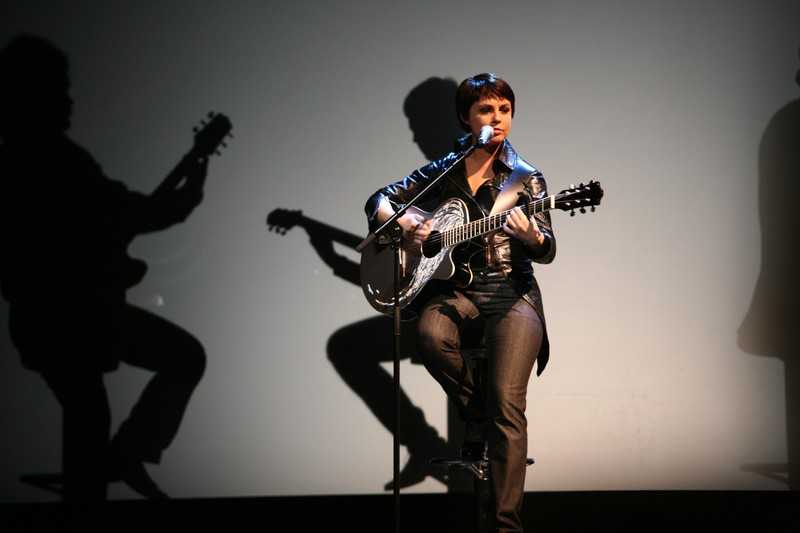
4FUN tijdens het Eurovisiesongfestival 2007

4FUN is een popgroep afkomstig uit Litouwen.
4FUN speelt verschillende muziekstijlen, waaronder rock en country. De groep werd opgericht in 2001 en is sindsdien veelgevraagd op popfestivals in Litouwen, maar ook elders in Europa. In Litouwen heeft de band al enkele successen in de nationale hitlijsten gekend.
In 2007 deed 4FUN voor Litouwen mee aan het Eurovisiesongfestival in Helsinki met de ingetogen popballad Love or leave. Dankzij het goede resultaat dat de groep LT United op het songfestival van 2006 voor Litouwen had behaald, mocht 4FUN rechtstreeks in de finale aantreden. Met 28 punten werd slechts een teleurstellende 21ste plaats behaald.

## Bezetting
- Julija Ritčik
- Justas Jasenka
- Andžej Zujevič
- Rimantas Jasenka
- Laimonas Staniulionis